# Uvedenrode
Uvedenrode este un ciclu de poezii al lui Ion Barbu, publicat în volumul Joc secund. Cuprinde poezii precum Riga Crypto și Iapona Enigel, Paznicii sau Uvedenrode.